# کاظم حسین
کاظم حسین (عربی: كاظم حسين عبدالله؛ زادهٔ ۳۰ نوامبر ۱۹۷۷) بازیکن فوتبال اهل عراق بود.
وی همچنین در تیم ملی فوتبال عراق بازی کرده‌است.